# Kaos i kulissen
Kaos i kulissen (engelska: Noises Off) är en amerikansk komedifilm från 1992, i regi av Peter Bogdanovich. Filmen är baserad på Michael Frayns pjäs Rampfeber från 1982. I rollerna ses Michael Caine, Carol Burnett, Christopher Reeve, John Ritter, Marilu Henner, Nicollette Sheridan, Julie Hagerty och Mark Linn-Baker, samt Denholm Elliott i hans sista roll.

## Handling
Ett teatersällskap har så fullt upp med intrigerna bakom scenen och det hela urartar till den grad att de nästan glömmer bort intrigen som ska utspela sig på scenen. 

## Rollista i urval
- Michael Caine - Lloyd Fellowes
- Carol Burnett - Dotty Otley / "Mrs. Clackett"
- Denholm Elliott - Selsdon Mowbray / "inbrottstjuven"
- John Ritter - Garry Lejeune / "Roger Tramplemain"
- Christopher Reeve - Frederick Dallas / "Phillip Brent"
- Nicollette Sheridan - Brooke Ashton / "Vicki"
- Marilu Henner - Belinda Blair / "Flavia Brent"
- Julie Hagerty - Poppy Taylor
- Mark Linn-Baker - Tim Allgood

## Musik i filmen i urval
- "Broadway Melody", musik och text av Nacio Herb Brown och Arthur Freed, framförd av Niki Harris
- "Another Op'nin', Another Show", musik och text av Cole Porter
- "Lullaby of Broadway", musik av Harry Warren, text av Al Dubin
- "With a Little Help from My Friends", musik och text av John Lennon och Paul McCartney
- "There's No Business Like Show Business", musik och text av Irving Berlin, framförd av Niki Harris